# Zonitis aspericeps
Zonitis aspericeps es una especie de coleóptero de la familia Meloidae.

## Distribución geográfica
Habita en Adelaida (Australia).